# Ataru Moroboshi
Ataru Moroboshi (諸星 あたる?, Moroboshi Ataru) è un personaggio immaginario e il protagonista della serie manga e anime Lamù dell'autrice Rumiko Takahashi.

## Biografia
Ataru è nato il 13 aprile, data composta da due numeri considerati sfortunati: infatti in giapponese il numero 4 si pronuncia shi, con un suono che è molto simile a quello della parola shi (morte). Quando il monaco Sakurambo incontra il ragazzo per la prima volta lo definisce "l'uomo più sfortunato del mondo", e nel corso della serie molti eventi confermeranno queste parole: nel corso delle avventure che lo coinvolgono, Ataru risulta quasi sempre vittima della vicenda, che sia l'unica o una delle tante, e la pessima opinione che le altre persone hanno di lui, spinge queste ultime a incolparlo di ogni problema, spesso anche quando la colpa non è affatto sua, rifiutando di concedergli il beneficio del dubbio.
All'inizio della storia, Ataru viene scelto come rappresentante dei terrestri per evitare l'invasione da parte degli alieni. Il suo compito è quello di partecipare a una gara contro il rappresentante degli alieni (Lamù); per vincere e salvare la Terra ha dieci giorni di tempo per afferrare le corna di Lamù. Incapace di catturare la bella aliena (che può volare, rendendo vani i tentativi del ragazzo), la sua fidanzata Shinobu Miyake promette di sposarlo se vince. Incoraggiato e determinato come non mai, Ataru riesce (nell'ultimo giorno) a vincere usando uno stratagemma: per annullare il vantaggio di Lamù le ruba il reggiseno e riesce a toccarle le corna quando lei gli si avvicina per recuperare l'indumento. Nel momento del trionfo, Ataru dichiara ad alta voce "Finalmente potrò sposarmi!!". Tuttavia, Lamù scambia queste parole come una proposta a lei stessa e si innamora di lui, comportandosi come una moglie.
L'arrivo di Lamù pone fine al fidanzamento tra Ataru e Shinobu. In un primo momento i due tenteranno di riavvicinarsi, ma quando Shinobu conosce Shutaro Mendo (che frequenta la loro stessa classe) si interessa a lui, di cui è molto attratta (ma prova ancora dei sentimenti per Moroboshi, come si denota in certe occasioni). Ataru continua a inseguire ogni ragazza che le capita a tiro ma in fondo al cuore è innamorato di Shinobu, nonostante subisca la lontananza e a volte il rifiuto della ragazza, per via del fare lascivo di lui. All'inizio era un amore conclamato, come si evidenzia dal fatto che voleva sposarla e grida il suo desiderio ai quattro venti mentre sta per acciuffare Lamù rimasta a petto nudo, o quando sfida i fulmini dell'aliena durante tutto il percorso per poter incontrare Shinobu, e si abbracciano. Più tardi però si stacca dalla ragazza, in modo reciproco, e sembra che il sentimento sia esaurito, tuttavia l'anime offre spunti che evidenziano che il sentimento, seppur sopito, c'è. Vengono palesate alcune circostanze, come quando è geloso di Shinobu piuttosto che di Lamù (vedi episodio 39 e 46) o gli avvenimenti al luna park (episodio 115, 138 nella versione italiana che conteggia tutti i miniepisodi come episodi a parte): come per esempio quando corre insieme a Shinobu per schivare un'enorme giostra che sta per crollare, che però rischia di cadere anche su altri, inclusa Lamù. E in seguito le 2 giostre su cui si trovano i vari personaggi vengono inondati da una grande massa d'acqua ma nonostante Lamù e compagni stiano vivendo la medesima disavventura, Ataru rimane con Shinobu per proteggerla,spingendo da dietro la giostra su cui si trova la ragazza per cercare di evitare l'acqua che li sta per travolgere, e una volta finiti a fondo lui continua a muovere la giostra su cui si trova lei per proteggerla a salvarla. Oppure ancora quando finisce per fare un sogno in cui dichiara a Shinobu di voler tornare insieme a lei, affermando anche di volerla sposare (episodio 187, 210 nella versione italiana).
Con lo svilupparsi della storia Ataru si troverà a rivaleggiare con Shutaro e Ten, il cuginetto di Lamù. Entrambi rimproverano ad Ataru i suoi modi sgarbati, il non riuscire a controllare la fame e i suoi comportamenti da maniaco sessuale; anche loro però mostrano delle attenzioni eccessive per le ragazze e i loro comportamenti vengono accettati soltanto per delle convenzioni sociali. I modi galanti di Shutaro e l'istintiva attrazione che provano le ragazze quando sono con lui riescono a nascondere il fatto che stia cercando di sedurle; Ten invece è un bambino, intenerisce le ragazze che non vedono alcuna malizia nei suoi comportamenti e accettano di farsi abbracciare da lui.

## Personalità
Ataru è uno studente di 17 anni del Liceo Tomobiki, che frequenta la classe 2-4.
Fondamentalmente è un antieroe ottimista, spericolato, invadente, maleducato, superficiale, egoista, avido e lascivo, e spesso cerca di scappare dai propri compiti per pigrizia, qualità che non gli fanno riscuotere la stima dei suoi compagni di classe né quella dei propri genitori. È anche molto cinico e indelicato con coloro che lo infastidiscono, essendo incline a scoppi d'ira immaturi, persino alla violenza. È anche un po' ghiottone e spesso mostra un amore per il cibo, specialmente quello cucinato da sua madre, e si arrabbia molto se viene imbrogliato da un pasto, che solo Rei, Sakura e Sakurambo sono in grado di competere con lui e superarlo. Quando si tratta di ottenere qualcosa, è furbo, sfacciato e a tratti meschino, che segue il principio "il fine giustifica i mezzi" pur di raggiungere i suoi scopi e non accetta di essere sconfitto. Incomparabile donnaiolo, è affascinato dalle belle ragazze e quando ne incontra una chiede immediatamente il suo indirizzo e numero di telefono, non solo fallendo in questi sforzi, ma qualsiasi donna che molesta tende di solito a fargli del male fisicamente, ma questo non lo scoraggia. Insegue e cerca di toccare ogni donna di bell'aspetto, tranne Lamù, indipendentemente dalla situazione. Tuttavia, viene rivelato in diverse occasioni che le vuole bene, cosa che nega con veemenza in ogni occasione. Nonostante ciò, di solito la tratta come una seccatura e le disobbedisce costantemente. Forse per ironia, è piuttosto pudico su altre questioni, indignandosi all'idea che sua madre abbia una relazione con Rei. 
Malgrado i suoi difetti caratteriali, Ataru ha occasionalmente lasciato trasparire il suo lato buono, avendo aiutato altri personaggi in difficoltà più di una volta, in particolare quando si è preso cura di un bruco che tutti gli altri odiavano, e quando è uscito con il fantasma di una ragazza malata che lo aveva ammirato da lontano. Nonostante la sua propensione a predare le belle ragazze, in altri momenti si dimostra cavalleresco e non ricorre mai alla violenza nei loro confronti, sostenendo che non avrebbe potuto definirsi un uomo se avesse fatto del male anche a una sola donna, virtù che tutte le ragazze della sua classe riconoscono. Ma a causa della sua reputazione di idiota lascivo, la maggior parte del cast rimane sorpresa ogni volta che fa una cosa del genere, credendo che qualcosa non va in lui. Azioni come queste, tuttavia, rivelano la sua personalità, che potrebbe essere la ragione per cui Lamù si è innamorata di lui nonostante i suoi numerosi difetti.
Nonostante la maggior parte delle volte sembri stupido, ignorante e impulsivo, Ataru si dimostra davvero intelligente quando vuole, in particolare quando scappa da Lamù, ma generalmente preferisce mantenere i suoi atteggiamenti idioti e infantili. A volte sembra essere sovrumano, con "la resistenza di uno scarafaggio e la rigenerazione di una coda di lucertola", possedendo una forza d'animo notevole per un ragazzo della sua età e fisico quando cerca di ottenere qualcosa. Di conseguenza, non si arrende mai alla caccia di qualche ragazza, non importa quante volte fallisce o quanto Lamù lo sconvolga. Ataru è molto veloce a correre (70 chilometri orari) e questa qualità è utile quando scappa da Lamù.
Una gag ricorrente per tutta la serie a causa del fatto che nessuno del cast ha alcun rispetto per lui, credendo automaticamente che sia lui il motivo per cui Lamù è arrabbiata o se ne è andata per un periodo di tempo, nonostante a volte non avesse assolutamente nulla a che fare con questo.

## Poteri e abilità
Ataru può bloccare una katana con le sue mani nude. Ha dovuto impararlo per affrontare Shutaro Mendo, che spesso porta una spada del genere e minaccia di usarla su di lui quando insultato. Un'altra qualità degna di nota è la sua velocità quando adeguatamente motivato (una ragazza carina in vista o promesse di un servizio speciale da una ragazza); nell'anime, Ataru è stato visto (sia per scopi comici sia seri) superare un jet, e persino lo stesso Superman. Ataru sembra anche avere una buona conoscenza del corpo umano e dei suoi punti nervosi; nel film Boy Meets Girl: Un ragazzo, una ragazza, quando Carla ha tentato di usare il suo marchio di fabbrica bazooka, Ataru l'ha 'colpita' su una parte della sua schiena e le ha causato uno spasmo e ha perso il controllo della sua arma, sparandola a caso. In Lamù - Beautiful Dreamer, Ataru è riuscito a sfuggire alla trappola dei sogni di Mujaki dove la sacerdotessa Sakura ha fallito. Nel sesto lungometraggio, Lamù - Sei sempre il mio tesoruccio, Ataru, spinto dalla sua lussuria, è stato in grado di superare trappole simili a quelle di Indiana Jones e l'ultima crociata attraverso l'uso di un sesto senso lascivo. Da notare anche in questo film è la sua capacità di tirare fuori il suo h-chi / h-ki (hentai chi / ki) per creare una potente aura di lussuria simile a quella di Happosai di Ranma ½. Nella serie, c'è stato un tempo (attraverso le idee idiote di Ten) in cui Sakura era perseguitata da un sogno che Ataru era creato originariamente per Lamù. Nel mondo dei sogni in cui il proprio potere è limitato alla propria immaginazione, Ataru ha dimostrato poteri simili a Neo di Matrix, incluso l'arresto dei proiettili con un gesto della mano. Ha imparato a contrastare il soffio di fuoco di Ten con una padella. A volte è in grado di sfuggire ai suoi attacchi, e ha imparato a sfruttare le debolezze di altri personaggi come il desiderio di cibo di Rei e la paura dell'oscurità di Mendo.

## Doppiaggio nella versione italiana
Nella versione giapponese è doppiato da Toshio Furukawa e da Hiroshi Kamiya (serie 2022), mentre in Italia si sono succeduti vari doppiatori:
- Riccardo Rossi, Fabrizio Manfredi, e Mino Caprio nel primo passaggio televisivo della serie animata;
- Massimo Corizza nella seconda parte degli episodi della serie animata;
- Corrado Conforti e Alessandro Tiberi nell'ultima parte degli episodi della serie animata;
- Paolo De Santis negli OAV;
- Nicola Bartolini Carrassi e Paolo Torrisi nei film distribuiti dalla Yamato Video;
- Federico Viola nella serie remake del 2022 Lamù e i casinisti planetari - Urusei Yatsura.

## Accoglienza
Gilles Poitras ha paragonato Ataru a Ryo Saeba della serie manga e anime City Hunter di Tsukasa Hojo, affermando che "Ryo Saeba può essere meglio descritto come ciò che accadrebbe se Ataru crescesse fino a diventare bello, fisicamente in forma, e un tiratore scelto con la pistola a Tokyo." Ataru si è classificato terzo nella classifica dei 10 eroi anime più iconici di Mania Entertainment scritta da Thomas Zoth.